# Ernst Jungner
Ernst Theodor Jungner, född 23 februari 1845 i Norra Härene i Skaraborgs län, död 4 december 1914 i Skara stadsförsamling, var en svensk seminarierektor.
Jungner var son till kyrkoherden Johan Jungner och Karolin Lundblad, och sedan 1882 var han gift med godsägardottern Vilhelmina Carlsson. Han var far till Allan Jungner.
Jungner tog fil.kand. i Uppsala 1875, blev adjunkt i kristendom, pedagogik och svenska vid Skara seminarium 1879. Från 1881 till 1890 var han vice rektor där, 1890 blev han rektor och sedan 1882 fungerade han även som folkskoleinspektör.